# (13937) Roberthargraves
(13937) Roberthargraves (1989 PU) – planetoida z pasa głównego asteroid okrążająca Słońce w ciągu 4,05 lat w średniej odległości 2,54 j.a. Odkryta 2 sierpnia 1989 roku.